# Cultura danubiana
Cultura danubiana es un término historiográfico, acuñado por Vere Gordon Childe para denominar a la primera cultura neolítica de Europa Central y Oriental. Incluye la cultura de la cerámica de bandas (Linearbandkeramik -LBK-), la cultura de la cerámica decorada a punzón, punteada o puntillada (Stichbandkeramik -STK o STbK-) y la cultura de Rössen. 
El comienzo de la primera de ellas, la de la cerámica de bandas, se data en torno al 5500 a. C. Parece haberse expandido en dirección oeste por el valle del río Danubio para terminar interactuando con las culturas de la Europa Atlántica en la zona de la cuenca de París.

Mapa de las culturas europeas del Neolítico final, en torno al 3500 a. C. La cultura danubiana en amarillo.

Los pueblos del Danubiano I roturaron los bosques y cultivaron los fértiles suelos de loess desde los Balcanes hasta el canal de la Mancha. Disponían de una cabaña ganadera que incluía la vaca, el cerdo, la oveja, la cabra y el perro. Realizaban la cerámica de bandas, pero el fósil director de su cultura material es una herramienta versátil (hoz, hacha y arma), de piedra, denominada en inglés Shoe-last celt y en alemán Schuhleistenkeil. De su uso como arma hay evidencias en restos humanos hallados en Talheim, Neckar (Alemania) y Schletz (Austria). También hay evidencia de comercio a larga distancia, por la presencia de conchas de Spondylus, procedentes del Mediterráneo. Sus asentamientos consistían en "largas casas neolíticas" (Neolithic long house en inglés) Según la teoría de Eduard Sangmeister, sus asentamientos se abandonaron posiblemente por el agotamiento de la fertilidad de los suelos, y reocupados posteriormente tras muchos años de recuperación de la fertilidad natural. Opuestos a él, Peter Modderman y Jens Lüning creen que los asentamientos fueron habitados sin solución de continuidad por explotaciones familiares (Hofplätze).
La segunda fase de la cultura danubiana (Danubiano II), en la que se encuentra cerámica pintada de influencia asiática, se data en torno al 4500 a. C.  
La tercera fase (Danubiano III) se caracteriza por la cerámica decorada a punzón.
Entre los yacimientos de la cultura danubiana están Bylany (Bohemia) y Köln-Lindenthal (Alemania).